# Adalbert Inama
Adalbert Inama (* 26. Dezember 1798 in Kaltern (Südtirol); † 28. Oktober 1879 in Roxbury, Wisconsin, USA; auch Pater Adalbert Inama (Johann Ev.)) war ein österreichischer Prämonstratenser und Missionar.

## Leben
Adalbert war der Sohn von Simon Inama (1750–1828) und Enkel des Simon Inama von Sarnonico (1706–1762), aus der bekannten Familie Inama aus dem Nonstal im Welschtirol. Er trat 1827 in das Prämonstratenserstift Wilten ein und machte über die Stationen Priesterweihe (1828), Professor am Innsbrucker Gymnasium (1828–1839), Kooperator in Pradl und Lans (1839–1841), sowie Lektor der Theologie (1841) und Chorherr in Wilten eine theologische Karriere in Nordtirol.
1842 erlaubte ihm das Stift einen dreijährigen Aufenthalt in Amerika. Er kam im März 1843 dort an und erhielt vom Bischof der Diözese New York eine Seelsorgerstelle in Williamsburg auf Long Island und Utica zugewiesen. In Syracuse erbaute er eine Kirche. Auf einer Studienreise in den Westen im September 1844 sammelte Inama wertvolle Informationen über den Katholizismus der deutschstämmigen Einwanderer in den Diözesen Detroit, Milwaukee, Chicago, Dubuque und St. Louis.
Im August 1845 stellte ihm der ungarische Graf Harszty (oder Haraszthy) im Gebiet von Roxbury - Sac Prairie (Wisconsin) am Madison Creek Land für Missionszwecke Land zur Verfügung. Inama kam im November 1845 und baute zu Beginn des nächsten Jahres ein gut 30 m² großes Blockhaus eine Meile westlich von Roxbury an den Ufern des Madison Creek. Das St. Norbert House genannte Blockhaus wurde die erste katholische Kirche dieses Gebietes und Inama war der erste ortsansässige katholische Priester für Dane und die umliegenden Counties. Inama errichtete in Prairie du Sac eine Pfarrschule sowie mehrere Missionsstationen mit Kirchen und Schulen in South Central Wisconsin um die Hauptpfarre Roxbury. Die intensive und persönliche Betreuung der Gemeinden um Roxbury und die Madison Lakes durch Pater Adalbert Inama und seine Mitarbeiter brachten ihm den Titel „Apostel der Vier-Seen-Region“ ein.
Aus dem Stift Wilten erhielt er Verstärkung, so dass 1847 schon ein kleiner Konvent bestand. 1852 gab der Bischof von Milwaukee die Zustimmung zur Gründung eines Prämonstratenserklosters, wofür Inama von der Leopoldinenstiftung und dem Ludwigs-Missionsverein unterstützt wurde. Wegen der weiten Entfernungen innerhalb der „Wiltener-USA-Mission“ konnte allerdings das Gebiet durch die Wiltener Chorherren nicht ausreichend betreut werden und der Plan einer Wiltener Tochtergründung in Nordamerika scheiterte.
Erst 1893 wurde dann erfolgreich die Abtei Westdepere durch holländische Prämonstratenser gegründet. Adalbert Inama wirkte zuletzt als Pfarrer in Roxbury.

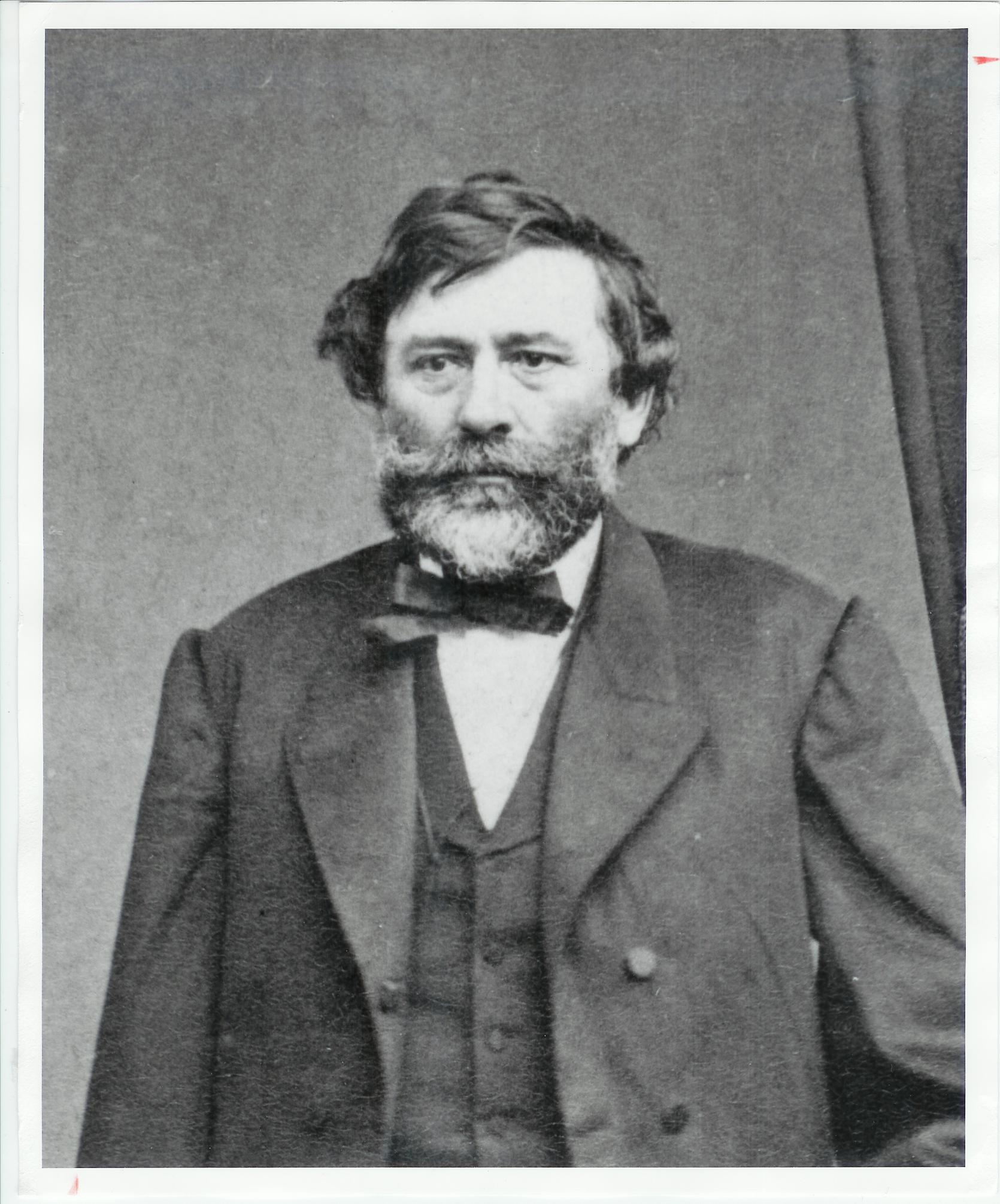
Inamas Gönner Graf Haraszthy